# Guvernul Constantin Dăscălescu (1)
Guvernul Constantin Dăscălescu (1) a fost un consiliu de miniștri care a guvernat România în perioada 21 mai 1982 - 28 martie 1985.

## Componența
- Prim-ministru al Guvernului

Constantin Dăscălescu (21 mai 1982 - 28 martie 1985)

### Vicepreședinți ai Consiliului de Miniștri
- Prim-viceprim-ministru al Guvernului

Elena Ceaușescu (21 mai 1982 - 28 martie 1985)
- Prim-viceprim-ministru al Guvernului

Gheorghe Oprea (21 mai 1982 - 28 martie 1985)
- Prim-viceprim-ministru al Guvernului

Ion Dincă (21 mai 1982 - 28 martie 1985)
- Viceprim-ministru al Guvernului

Ludovic Fazekas (21 mai 1982 - 28 martie 1985)
- Viceprim-ministru al Guvernului

Gheorghe Petrescu (21 mai 1982 - 28 martie 1985)
- Viceprim-ministru al Guvernului

Alexandrina Găinușe (21 mai 1982 - 28 martie 1985)
Viceprim-ministru al Guvernului
Gheorghe Stoica (21 mai - 1 noiembrie 1982)
Viceprim-ministru al Guvernului
Ion M. Nicolae (1 noiembrie 1982 - 28 martie 1985)
Viceprim-ministru al Guvernului
Ioan Totu (1 noiembrie 1982 - 28 martie 1985)
Viceprim-ministru al Guvernului
Marin Enache (11 noiembrie 1983 - 28 martie 1985)
Viceprim-ministru al Guvernului
Ioan Avram (3 aprilie 1984 - 28 martie 1985)

### Miniștri
- Ministrul de interne

George Homoștean (21 mai 1982 - 28 martie 1985)
- Ministrul de externe

Ștefan Andrei (21 mai 1982 - 28 martie 1985)
- Ministrul justiției

Gheorghe Chivulescu (21 mai 1982 - 28 martie 1985)
- Ministrul apărării naționale

Constantin Olteanu (21 mai 1982 - 28 martie 1985)
- Președintele Comitetului de Stat al Planificării (cu rang de ministru)

Emilian Dobrescu (21 mai - 1 noiembrie 1982)
Ștefan Bârlea (1 noiembrie 1982 - 28 martie 1985)
- Ministrul finanțelor

Petre Gigea (21 mai 1982 - 28 martie 1985)
- Ministerul industriei metalurgice

Neculai Agachi (21 mai 1982 - 28 martie 1985)
- Ministrul industriei chimice

Gheorghe Caranfil (21 mai 1982 - 7 februarie 1984)
Gheorghe Dinu (7 februarie 1984 - 28 martie 1985)
- Ministrul minelor

Ion Lăzărescu (21 mai 1982 - 23 octombrie 1984)
Marin Ștefanache (23 octombrie 1984 - 28 martie 1985)
- Ministrul petrolului

Gheorghe Vlad (21 mai 1982 - 23 octombrie 1984)
Ilie Câșu (23 octombrie 1984 - 28 martie 1985)
- Ministrul geologiei

Ioan Folea (21 mai 1982 - 28 martie 1985)
- Ministrul energiei electrice

Trandafir Cocârlă (21 mai 1982 - 26 martie 1984)
Nicolae Bușui (26 martie 1984 - 28 martie 1985)
- Ministrul economiei forestiere și materialelor de construcții (din 17 septembrie 1981 a purtat denumirea de ministru al industrializării lemnului și materialelor de construcții)

Ioan Florea (21 mai 1982 - 23 noiembrie 1984)
Gheorghe Constantinescu (23 noiembrie 1984 - 28 martie 1985)
- Ministrul construcțiilor industriale

Dumitru Popa (21 mai - 3 noiembrie 1982)
Ion C. Petre (3 noiembrie 1982 - 28 martie 1985)
- Ministrul industriei construcțiilor de mașini

Ioan Avram (21 mai 1982 - 3 aprilie 1984)
Petre Preoteasa (3 aprilie 1984 - 12 februarie 1985)
Alexandru Necula (12 februarie - 28 martie 1985)
- Ministrul industriei de mașini-unelte, electrotehnică și electronică

Alexandru Necula (21 mai 1982 - 12 februarie 1985)
- Ministrul industriei ușoare

Lina Ciobanu (21 mai 1982 - 30 ianuarie 1984)
Ion Pățan (30 ianuarie 1984 - 28 martie 1985)
- Ministrul agriculturii și industriei alimentare

Ion Teșu (21 mai 1982 - 26 martie 1984)
Gheorghe David (26 martie 1984 - 28 martie 1985)
- Ministrul silviculturii

Ion Cioară (14 septembrie 1982 - 28 martie 1985)
- Ministrul comerțului interior

Ana Mureșan (21 mai 1982 - 28 martie 1985)
- Ministrul comerțului exterior și cooperării economice internaționale

Nicolae Constantin (21 mai - 20 noiembrie 1982)
Vasile Pungan (20 noiembrie 1982 - 28 martie 1985)
- Ministrul Aprovizionării Tehnico-Materiale și Controlului Gospodăririi Fondurilor Fixe

Ion Pățan (21 mai 1982 - 30 ianuarie 1984)
Richard Winter (30 ianuarie 1984 - 12 februarie 1985)
Petre Preoteasa (12 februarie - 28 martie 1985)
- Ministrul transporturilor și telecomunicațiilor

Vasile Bulucea (21 mai 1982 - 28 martie 1985)
- Ministrul turismului și sportului

Ion Tudor (21 mai - 9 septembrie 1982)
Nicolae Gavrilescu (9 septembrie 1982 - 23 octombrie 1984)
Ion Stănescu (23 octombrie 1984 - 28 martie 1985)
- Ministrul sănătății

Eugen Proca (21 mai 1982 - 28 martie 1985)
- Ministrul muncii

Maxim Berghianu (21 mai 1982 - 28 martie 1985)
- Ministrul educației și învățământului

Ion Teoreanu (21 mai 1982 - 28 martie 1985)
- Ministrul pentru Problemele Tineretului (în calitate de prim-secretar al C.C. al U.T.C.)

Pantelimon Găvănescu (21 mai 1982 - 12 decembrie 1983)
Nicu Ceaușescu (12 decembrie 1983 - 28 martie 1985)

### Miniștri secretari de stat
- Ministru secretar de stat la Ministerul de Interne și șef al Departamentului Securității Statului

Tudor Postelnicu (21 mai 1982 - 28 martie 1985)
- Ministru secretar de stat la Ministerul de Externe

Aurel Duma (21 mai 1982 - 28 martie 1985)
- Ministru secretar de stat la Ministerul Agriculturii și Industriei Alimentare, Șef al Departamentului Industriei Alimentare

Marin Capisizu (21 mai 1982 - 28 martie 1985)
- Ministru secretar de stat la Ministerul Agriculturii și Industriei Alimentare, Șef al Departamentului pentru Contractarea, Achiziționarea și Păstrarea Produselor Agricole

Ion Albulețu (3 noiembrie 1982 - 28 martie 1985)
- Ministru secretar de stat la Ministerul Agriculturii și Industriei Alimentare, Șef al Departamentului Agriculturii de Stat

Costel Eremia (26 martie 1984 - 28 martie 1985)
- Ministru secretar de stat la Ministerul Agriculturii și Industriei Alimentare

Ferdinand Nagy (3 noiembrie 1982 - 28 martie 1985)
- Ministru secretar de stat la Ministerul Aprovizionării Tehnico-Materiale și Controlului Gospodăririi Fondurilor Fixe

Richard Winter (21 mai 1982 - 30 ianuarie 1984)
Dumitru Bejan (21 decembrie 1984 - 28 martie 1985)
- Ministru secretar de stat la Ministerul Industriei Ușoare

Laurean Tulai (21 mai - 17 noiembrie 1982)
- Ministru secretar de stat la Ministerul Industriei Construcțiilor de Mașini

Ion Catrinescu (6 aprilie 1983 - 16 martie 1984)
Stelian Teodorescu (23 iunie 1984 - 28 martie 1985)
- Ministru secretar de stat la Ministerul Industriei Construcțiilor de Mașini

Mihai Moraru (12 februarie - 28 martie 1985)
- Ministru secretar de stat la Ministerul Industriei Construcțiilor de Mașini

Ion Licu (12 februarie - 28 martie 1985)
- Ministru secretar de stat la Ministerul Industriei Construcțiilor de Mașini

Vasile Baltac (12 februarie - 28 martie 1985)
- Ministru secretar de stat la Ministerul Industriei Chimice

Adrian Stoica (7 februarie 1984 - 28 martie 1985)
- Ministru secretar de stat la Ministerul Comerțului Exterior și Cooperării Economice Internaționale

Dumitru Bejan (21 mai - 30 iulie 1982)
Alexandru Roșu (30 iulie 1982 - 28 martie 1985)
- Ministru secretar de stat la Ministerul Comerțului Exterior și Coooperării Economice Internaționale

Ion M. Nicolae (21 mai - 1 noiembrie 1982)
Gheorghe Cazan (3 noiembrie 1982 - 28 martie 1985)
- Ministru, șeful Departamentului pentru Construcții în Străinătate

Ion Stănescu (21 mai 1982 - 23 octombrie 1984)
- Președintele Consiliului Culturii și Educației Socialiste

Suzana Gâdea (21 mai 1982 - 28 martie 1985)
- Președintele Consiliului Național pentru Știință și Tehnologie (cu rang de ministru)

Elena Ceaușescu (21 mai 1982 - 28 martie 1985)
- Prim-vicepreședintele Consiliului Național pentru Știință și Tehnologie (cu rang de ministru)

Ioan Ursu (21 mai 1982 - 28 martie 1985)
- Ministru secretar de stat la Consiliul Național pentru Știință și Tehnologie

Gheorghe Cioară (21 mai 1982 - 19 mai 1983)
Emilian Dobrescu (19 mai 1983 - 28 martie 1985)
- Ministru secretar de stat la Consiliul Național pentru Știință și Tehnologie

Mihail Florescu (21 mai 1982 - 28 martie 1985)
- Președintele Comitetului pentru Problemele Consiliilor Populare (cu rang de ministru)

Iulian Ploștinaru (21 mai 1982 - 19 mai 1983)
Ștefan Mocuța (19 mai 1983 - 11 aprilie 1984 )
Teodor Coman (11 aprilie 1984 - 28 martie 1985)
- Prim-vicepreședinte al Comitetului de Stat al Planificării (cu rang de ministru secretar de stat)

Petre Preoteasa (21 mai 1982 - 3 aprilie 1984)
- Prim-vicepreședinte al Comitetului de Stat al Planificării (cu rang de ministru secretar de stat)

Ion Ceaușescu (29 iulie 1983 - 28 martie 1985)
- Vicepreședinte al Comitetului de Stat al Planificării (cu rang de ministru secretar de stat)

Aneta Spornic (21 mai 1982 - 20 martie 1984)
Mihail Țenea (18 august 1984 - 28 martie 1985)
- Ministru secretar de stat la Comitetul de Stat al Planificării

Ion Constantinescu (30 noiembrie 1984 - 28 martie 1985)
- Președintele Comitetului de Stat pentru Prețuri (cu rang de ministru secretar de stat)

Ion Tulpan (21 mai 1982 - 20 martie 1984)
Aneta Spornic (20 martie 1984 - 28 martie 1985)
- Președintele Consiliului Național al Apelor (cu rang de ministru)

Ion Iliescu (21 mai 1982 - 16 martie 1984)
Ion Badea (16 martie 1984 - 28 martie 1985)
- Președintele Comitetului de Stat pentru Energie Nucleară (cu rang de ministru)

Cornel Mihulecea (21 mai 1982 - 28 martie 1985)
- Președintele Uniunii Naționale a Cooperativelor Agricole de Producție (cu rang de ministru)

Vasile Marin (21 mai 1982 - 28 martie 1985)
- Președintele Consiliului Central al Uniunii Generale a Sindicatelor din România (cu rang de ministru)

Gheorghe Pană (21 mai 1982 - 28 martie 1985)
- Președintele Departamentului Cultelor (cu rang de ministru)

Ion Roșianu (21 mai 1982 - 7 mai 1984)
Ion Cumpănașu (7 mai 1984 - 28 martie 1985)

## Sursa
- Stelian Neagoe - "Istoria guvernelor României de la începuturi - 1859 până în zilele noastre - 1995" (Ed. Machiavelli, București, 1995)
- Rompres Arhivat în 11 februarie 2007, la Wayback Machine.

| Precedat(ă) de: Guvernul Ilie Verdeț (2) | Guvernul Constantin Dăscălescu (1) 21 mai 1982 - 28 martie 1985 | Succedat(ă) de: Guvernul Constantin Dăscălescu (2) |